# Дотація
Дота́ція (від лат. dotatio — дар, пожертва) — доплата з державного бюджету задля збалансування бюджетів нижчих рівнів; різновид субсидії.

## Тлумачення
Дотація — це безвідплатна, безповоротна допомога з бюджету вищого рівня бюджету нижчому, яка не має цільового характеру та надається у випадку перевищення видатків над доходами.

## Різновиди
У бюджетній діяльності застосовується дотація вирівнювання, що являє міжбюджетний трансферт на вирівнювання доходної спроможності бюджету, який його отримує. Надаються на безвідплатній і безповоротній основі без встановлення напрямів і (або) умов їх використання.
- Грошові кошти, що виділяються з державного і місцевих бюджетів для надання фінансової підтримки збитковим підприємствам, у яких грошова виручка від продажу виробленого продукту менше витрат на виробництво і продаж продукту, нижчим за рівнем бюджетам для покриття розриву між їх доходами і витратами. Дотація компенсує підвищені витрати, покриває збитки. Надання дотацій підприємствам дозволяє, з одного боку, запобігти їх банкрутству, з іншої — не допускати перевищення роздрібних цін на окремі споживчі товари і послуги, оскільки частина ціни на ці товари оплачується з бюджетних коштів за рахунок дотації.
- Додаткові виплати працівникові, обумовлені трудовим договором або законодавчим актом, наприклад дотація на харчування, на проїзд до місця роботи, виплати на неповнолітніх дітей тощо.
- Дотація вирівнювання: — міжбюджетний трансферт на вирівнювання дохідної спроможності бюджету, який його отримує. Дотація вирівнювання є міжбюджетним трансфертом, який зазвичай вважають коштами, що безоплатно й безповоротно передаються з одного бюджету до іншого. В Державному бюджеті України можуть передбачатися такі міжбюджетні трансферти місцевим бюджетам: дотація вирівнювання бюджету Автономної Республіки Крим, обласним бюджетам, бюджетам міст Києва й Севастополя, районним бюджетам та бюджетам міст республіканського Автономної Республіки Крим та міст обласного значення. Дотація вирівнювання розподіляється на основі формули вирівнювання, яка враховує податковий потенціал громад та використовується з метою зближення фінансових можливостей територіальних колективів. Обсяг дотації вирівнювання з державного бюджету місцевим бюджетам, або коштів, що передаються до державного бюджету з місцевих, визначається як різниця між розрахунковим показником обсягу видатків, прогнозним показником обсягу доходів (кошика доходів), що акумулюються на адміністративно-територіальній одиниці, помножена на коефіцієнт вирівнювання. Дотація вирівнювання не має цільового призначення та використовується в бюджеті нижчого рівня для збалансування доходів і видатків. Міські (міст Києва й Севастополя, міст республіканського Автономної Республіки Крим та міст обласного значення) й районні ради можуть передбачати у відповідних бюджетах дотації вирівнювання бюджетам районів у містах, бюджетам сіл, селищ, міст районного значення та їх об'єднань, а також кошти, що передаються з цих бюджетів.

Порядок перерахування дотації вирівнювання визначає Кабінет Міністрів України. В Кодексі порядок надання дотацій вирівнювання врегульовано ст. 96-99.